# Persone di nome Piero
| Questa pagina contiene informazioni ricavate automaticamente dalle voci biografiche con l'ausilio del template Bio e di un bot. L'aggiornamento è periodico e automatico e ricostruisce completamente la pagina. Se manca una persona in questa lista, sei pregato di non aggiungerla, ma accertati piuttosto che la sua voce biografica contenga il template Bio e che i dati anagrafici siano correttamente compilati. Se il template Bio manca, inseriscilo tu stesso o, in alternativa, metti l'avviso {{tmp\|Bio}} che ne segnala la mancanza. Se i dati riportati sono sbagliati, correggi direttamente la voce biografica; le modifiche saranno visibili in questa lista entro pochi giorni. Per chiarimenti vedi il progetto antroponimi. La lista contiene solo le 450 persone che sono citate nell'enciclopedia e per le quali è stato implementato correttamente il template Bio. Pagina aggiornata al 6 ago 2025. |

Questa è una lista di persone presenti nell'enciclopedia che hanno il nome Piero, suddivise per attività principale.

## Allenatori di calcio(5)
- Piero Bortoletto, allenatore di calcio e calciatore italiano (Treviso, n. 1922 - † 1994)
- Piero Braglia, allenatore di calcio e ex calciatore italiano (Grosseto, n. 1955)
- Piero Lenzi, allenatore di calcio e ex calciatore italiano (Prato, n. 1943)
- Piero Provezza, allenatore di calcio e calciatore italiano (Villachiara, n. 1929 - Villachiara, † 2015)
- Piero Ribechini, allenatore di calcio e calciatore italiano (Pisa, n. 1937 - Pisa, † 2011)

## Allenatori di calcio a 5(1)
- Piero Basile, allenatore di calcio a 5 e ex giocatore di calcio a 5 italiano (Martina Franca, n. 1977)

## Allenatori di hockey su ghiaccio(1)
- Piero Greco, allenatore di hockey su ghiaccio e ex hockeista su ghiaccio canadese (Woodbridge, n. 1968)

## Allenatori di pallacanestro(3)
- Piero Coen, allenatore di pallacanestro e ex cestista italiano (Ancona, n. 1963)
- Piero Musumeci, allenatore di pallacanestro italiano (Palermo, n. 1957)
- Piero Pasini, allenatore di pallacanestro italiano (Forlimpopoli, n. 1942)

## Ambasciatori(1)
- Piero De Masi, ambasciatore italiano (Roma, n. 1937 - Roma, † 2021)

## Ammiragli(1)
- Piero Pellizzari, ammiraglio italiano (Udine, n. 1960)

## Anatomisti(1)
- Piero Redaelli, anatomista e patologo italiano (Milano, n. 1898 - Forio, † 1955)

## Arbitri di calcio(5)
- Piero Angelini, arbitro di calcio italiano (Carrara, n. 1918)
- Piero Ceccarini, ex arbitro di calcio italiano (Livorno, n. 1953)
- Piero Giacomelli, ex arbitro di calcio italiano (Trieste, n. 1977)
- Piero Maza, arbitro di calcio cileno (Santiago del Cile, n. 1984)
- Piero Patrussi, ex arbitro di calcio italiano (Arezzo, n. 1942)

## Archeologi(2)
- Piero Bartoloni, archeologo italiano (Roma, n. 1943)
- Piero Orlandini, archeologo italiano (Roma, n. 1923 - Milano, † 2010)

## Architetti(10)
- Piero Bottoni, architetto e politico italiano (Milano, n. 1903 - Milano, † 1973)
- Piero Castiglioni, architetto e designer italiano (Lierna, n. 1944)
- Piero De Martini, architetto, designer e musicologo italiano (Milano, n. 1939)
- Piero Gazzola, architetto e ingegnere italiano (Piacenza, n. 1908 - Negrar, † 1979)
- Piero Gherardi, architetto, scenografo e costumista italiano (Poppi, n. 1909 - Roma, † 1971)
- Piero Lissoni, architetto, designer e imprenditore italiano (Seregno, n. 1956)
- Piero Maria Lugli, architetto italiano (Roma, n. 1923 - Roma, † 2008)
- Piero Ostilio Rossi, architetto e saggista italiano (Taranto, n. 1948)
- Piero Sanpaolesi, architetto, storico dell'architettura e restauratore italiano (Rimini, n. 1904 - Firenze, † 1980)
- Piero Sartogo, architetto italiano (Roma, n. 1934 - Roma, † 2023)

## Arcivescovi cattolici(3)
- Piero Coccia, arcivescovo cattolico italiano (Ascoli Piceno, n. 1945)
- Piero Marini, arcivescovo cattolico italiano (Valverde, n. 1942)
- Piero Pioppo, arcivescovo cattolico e diplomatico italiano (Savona, n. 1960)

## Artigiani(1)
- Piero Farani, artigiano italiano (Cadeo, n. 1922 - Albenga, † 1997)

## Artisti(5)
- Piero Fornasetti, artista, designer e imprenditore italiano (Milano, n. 1913 - Milano, † 1988)
- Piero Giangaspro, artista, giornalista e critico d'arte italiano (Milano, n. 1928 - Milano, † 1999)
- Piero Manai, artista italiano (Bologna, n. 1951 - † 1988)
- Piero Manzoni, artista italiano (Soncino, n. 1933 - Milano, † 1963)
- Piero Pizzi Cannella, artista e pittore italiano (Rocca di Papa, n. 1955)

## Astronomi(2)
- Piero Sicoli, astronomo italiano (n. 1954)
- Piero Tempesti, astronomo italiano (Firenze, n. 1917 - Treviso, † 2011)

## Attori(13)
- Piero Baldini, attore, regista e doppiatore italiano (Montecatini Terme, n. 1939 - † 2021)
- Piero Cardano, attore italiano (Torino, n. 1985)
- Piero Carnabuci, attore italiano (Santa Teresa di Riva, n. 1893 - Milano, † 1958)
- Piero Di Iorio, attore italiano (Chieti, n. 1947 - Chieti, † 1999)
- Piero Gerlini, attore italiano (Roma, n. 1925 - Viterbo, † 1999)
- Piero Leri, attore e doppiatore italiano (Roma, n. 1939 - Varese, † 2017)
- Piero Lulli, attore italiano (Firenze, n. 1923 - Roma, † 1991)
- Piero Mazzarella, attore italiano (Caresana, n. 1928 - Milano, † 2013)
- Piero Morgia, attore italiano (Roma, n. 1942)
- Piero Natoli, attore, regista e sceneggiatore italiano (Roma, n. 1947 - Roma, † 2001)
- Piero Sammataro, attore e regista teatrale italiano (Roma, n. 1938 - Catania, † 2013)
- Piero Tiberi, attore, doppiatore e direttore del doppiaggio italiano (Roma, n. 1947 - Roma, † 2013)
- Piero Vida, attore italiano (Venezia, n. 1938 - Roma, † 1987)

## Aviatori(1)
- Piero Massoni, aviatore e militare italiano (Massa, n. 1896 - Bagni di Lucca, † 1957)

## Avvocati(2)
- Piero Ferretti, avvocato, militare e politico italiano (Parma, n. 1896 - Tangeri, † 1951)
- Piero Monico, avvocato italiano (Vicenza, n. 1899 - Venezia, † 1964)

## Banchieri(1)
- Piero di Ghino Guicciardini, banchiere e politico italiano (Firenze - † 1369)

## Baritoni(3)
- Piero Campolonghi, baritono italiano (Piacenza, n. 1914 - Piacenza, † 2002)
- Piero Cappuccilli, baritono italiano (Trieste, n. 1929 - Trieste, † 2005)
- Piero Guelfi, baritono italiano (Genova, n. 1914 - Genova, † 1989)

## Bassisti(1)
- Piero Montanari, bassista e compositore italiano (Roma, n. 1946 - Roma, † 2023)

## Blogger(1)
- Piero Ricca, blogger italiano (Verbania, n. 1971)

## Bobbisti(1)
- Piero Vegnuti, ex bobbista italiano (Gavorrano, n. 1942)

## Canottieri(3)
- Piero Carletto, canottiere italiano (Padova, n. 1963 - Padova, † 2022)
- Piero Poli, ex canottiere e medico italiano (Cairo Montenotte, n. 1960)
- Piero Sfiligoi, canottiere italiano (Palmanova, n. 1994)

## Cantanti(6)
- Piero Cotto, cantante e chitarrista italiano (Asti, n. 1944)
- Piero De Benedictis, cantante italiano (Gallipoli, n. 1945)
- Piero Esteriore, cantante svizzero (Laufen, n. 1977)
- Piero Focaccia, cantante italiano (Cervia, n. 1944)
- Piero Mazzocchetti, cantante e tenore italiano (Pescara, n. 1978)
- Piero Parodi, cantante e compositore italiano (Genova, n. 1935 - Genova, † 2022)

## Cantautori(6)
- Piero Brega, cantautore italiano (Roma, n. 1947)
- Piero Ciampi, cantautore e poeta italiano (Livorno, n. 1934 - Roma, † 1980)
- Piero Finà, cantautore italiano (Ancona, n. 1942 - Pisa, † 2013)
- Piero Giorgetti, cantautore e contrabbassista italiano (Livorno, n. 1932 - Milano, † 1996)
- Piero Romitelli, cantautore, compositore e paroliere italiano (Civitanova Marche, n. 1986)
- Piero Sidoti, cantautore e attore teatrale italiano (Udine, n. 1968)

## Cardinali(1)
- Piero Bonsi, cardinale e ambasciatore italiano (Firenze, n. 1631 - Montpellier, † 1703)

## Cavalieri(1)
- Piero D'Inzeo, cavaliere italiano (Roma, n. 1923 - Roma, † 2014)

## Cestisti(2)
- Piero Montecchi, ex cestista italiano (Reggio Emilia, n. 1963)
- Piero Valenti, ex cestista italiano (Monfalcone, n. 1956)

## Chimici(2)
- Piero Pino, chimico italiano (Trieste, n. 1921 - Milano, † 1989)
- Piero Sensi, chimico italiano (Grotte Santo Stefano, n. 1920 - Milano, † 2013)

## Ciclisti su strada(4)
- Piero Baffi, ex ciclista su strada e pistard italiano (Treviglio, n. 1990)
- Piero Ghibaudo, ciclista su strada italiano (Almese, n. 1958 - Rivoli, † 2015)
- Piero Onesti, ex ciclista su strada italiano (Montesilvano, n. 1959)
- Piero Spinelli, ex ciclista su strada e ciclocrossista italiano (Carmignano, n. 1948)

## Comici(1)
- Piero Chiambretti, comico, autore televisivo e conduttore televisivo italiano (Aosta, n. 1956)

## Compositori(9)
- Piero Calabrese, compositore, produttore discografico e cantante italiano (Roma, n. 1958 - Roma, † 2016)
- Piero Caraba, compositore e direttore di coro italiano (Roma, n. 1956)
- Piero Cassano, compositore, editore e cantante italiano (Genova, n. 1948)
- Piero Melfa, compositore italiano (Caltanissetta, n. 1944)
- Piero Niro, compositore, pianista e direttore artistico italiano (Baranello, n. 1957)
- Piero Pavesio, compositore, pianista e cantante italiano (Torino, n. 1909 - Torino, † 1969)
- Piero Pintucci, compositore, direttore d'orchestra e pianista italiano (Fiesole, n. 1943)
- Piero Umiliani, compositore, polistrumentista e direttore d'orchestra italiano (Firenze, n. 1926 - Roma, † 2001)
- Piero Vidale, compositore, direttore di banda e editore italiano (Ghemme, n. 1902 - Milano, † 1976)

## Condottieri(1)
- Pier Capponi, condottiero e politico italiano (Firenze, n. 1446 - Soiana, † 1496)

## Costumisti(1)
- Piero Tosi, costumista italiano (Sesto Fiorentino, n. 1927 - Roma, † 2019)

## Designer(2)
- Piero Gratton, designer italiano (Milano, n. 1939 - Campagnano di Roma, † 2020)
- Piero Prampolini, designer e progettista italiano (Reggio Emilia, n. 1925 - † 2023)

## Diplomatici(1)
- Piero Vinci, diplomatico italiano (Briey, n. 1912 - Ischia, † 1985)

## Direttori d'orchestra(2)
- Piero Gamba, direttore d'orchestra e pianista italiano (Roma, n. 1936 - New York, † 2022)
- Piero Soffici, direttore d'orchestra, compositore e pianista italiano (Rovigno, n. 1920 - Milano, † 2004)

## Direttori della fotografia(1)
- Piero Portalupi, direttore della fotografia italiano (Arquata Scrivia, n. 1913 - Genova, † 1971)

## Dirigenti d'azienda(4)
- Piero Gnudi, dirigente d'azienda, dirigente pubblico e banchiere italiano (Bologna, n. 1938)
- Piero Maranghi, manager, imprenditore e regista italiano (Milano, n. 1969)
- Piero Sacerdoti, dirigente d'azienda italiano (Milano, n. 1905 - Sankt Moritz, † 1966)
- Piero Terracina, dirigente d'azienda e superstite dell'Olocausto italiano (Roma, n. 1928 - Roma, † 2019)

## Dirigenti sportivi(3)
- Piero Ausilio, dirigente sportivo italiano (Milano, n. 1972)
- Piero Rebaudengo, dirigente sportivo e ex pallavolista italiano (Torino, n. 1958)
- Piero Sanguineti, dirigente sportivo italiano (Genova - Genova)

## Divulgatori scientifici(2)
- Piero Angela, divulgatore scientifico, giornalista e conduttore televisivo italiano (Torino, n. 1928 - Roma, † 2022)
- Piero Stroppa, divulgatore scientifico italiano (Milano, n. 1956)

## Economisti(3)
- Piero Barucci, economista e politico italiano (Firenze, n. 1933)
- Piero Formica, economista italiano (Genova, n. 1943)
- Piero Sraffa, economista italiano (Torino, n. 1898 - Cambridge, † 1983)

## Editori(1)
- Piero Lacaita, editore italiano (Manduria, n. 1923 - Manduria, † 2009)

## Enigmisti(1)
- Piero Bartezzaghi, enigmista italiano (Vittuone, n. 1933 - Milano, † 1989)

## Entomologi(1)
- Piero Giacosa, entomologo e medico italiano (Parella, n. 1853 - Torino, † 1928)

## Filologi(2)
- Piero Boitani, filologo, critico letterario e traduttore italiano (Roma, n. 1947)
- Piero Camporesi, filologo, critico letterario e storico italiano (Forlì, n. 1926 - Bologna, † 1997)

## Filosofi(1)
- Piero Martinetti, filosofo e storico della filosofia italiano (Pont Canavese, n. 1872 - Cuorgnè, † 1943)

## Fisici(1)
- Piero Caldirola, fisico italiano (Como, n. 1914 - Milano, † 1984)

## Fisiologi(1)
- Piero Foà, fisiologo e patologo italiano (Torino, n. 1911 - West Bloomfield, † 2005)

## Fotografi(3)
- Piero Gemelli, fotografo italiano (Roma, n. 1952)
- Piero Marsili Libelli, fotografo e fotoreporter italiano (Firenze, n. 1947)
- Piero Ravagli, fotografo italiano (Roma, n. 1937 - Nettuno, † 2015)

## Fumettisti(5)
- Piero Dall'Agnol, fumettista italiano (Belluno, n. 1963)
- Piero Montecchi, fumettista italiano (Pisa, n. 1924)
- Piero Stabellini, fumettista e scrittore italiano (Bologna, n. 1955)
- Piero Tonin, fumettista italiano (Valdagno, n. 1968)
- Piero Zanotto, fumettista, giornalista e scrittore italiano (Venezia, n. 1929 - Venezia, † 2016)

## Geografi(2)
- Piero Gribaudi, geografo e economista italiano (Cambiano, n. 1874 - Torino, † 1950)
- Piero Landini, geografo italiano (Padova, n. 1900 - Novara, † 1988)

## Geologi(2)
- Piero Farabollini, geologo italiano (Treia, n. 1960)
- Piero Leonardi, geologo e paleontologo italiano (Valdobbiadene, n. 1908 - Venezia, † 1998)

## Gesuiti(1)
- Piero Caravita, gesuita italiano (Narni, n. 1584 - Roma, † 1657)

## Giornalisti(24)
- Piero Belli, giornalista e scrittore italiano (Spoleto, n. 1882 - San Giorgio Vesuviano, † 1957)
- Piero Bianucci, giornalista e scrittore italiano (Torino, n. 1944)
- Piero Buscaroli, giornalista, critico musicale e scrittore italiano (Imola, n. 1930 - Bologna, † 2016)
- Piero Capello, giornalista italiano (Oulx, n. 1928 - Oulx, † 1987)
- Piero Casucci, giornalista e scrittore italiano (Roma, n. 1918 - Roma, † 1993)
- Pier Paolo Cattozzi, giornalista italiano (Castelnovo ne' Monti, n. 1939)
- Piero Colaprico, giornalista, scrittore e storico italiano (Putignano, n. 1957)
- Piero Colombi, giornalista e editore italiano (Milano, n. 1899 - Sciaffusa, † 1960)
- Piero Dallamano, giornalista, critico musicale e critico letterario italiano (Mantova, n. 1911 - Siena, † 1979)
- Piero Dardanello, giornalista italiano (Mondovì, n. 1935 - Torino, † 2001)
- Piero Di Domenico, giornalista e critico cinematografico italiano (Teramo, n. 1965)
- Piero Dorfles, giornalista, critico letterario e personaggio televisivo italiano (Trieste, n. 1946)
- Piero Forcella, giornalista italiano (n. 1924 - Roma, † 2008)
- Piero Girace, giornalista, scrittore e critico d'arte italiano (Castellammare di Stabia, n. 1904 - Castellammare di Stabia, † 1970)
- Piero Gobetti, giornalista, filosofo e editore italiano (Torino, n. 1901 - Neuilly-sur-Seine, † 1926)
- Piero Messina, giornalista e saggista italiano (Palermo, n. 1965)
- Piero Molino, giornalista italiano (Torino, n. 1907 - † 1997)
- Piero Ostellino, giornalista italiano (Venezia, n. 1935 - Milano, † 2018)
- Piero Ottone, giornalista e scrittore italiano (Genova, n. 1924 - Camogli, † 2017)
- Piero Pratesi, giornalista e politico italiano (Sulmona, n. 1925 - Roma, † 2000)
- Piero Rismondo, giornalista, scrittore e traduttore italiano (Trieste, n. 1905 - Klagenfurt, † 1989)
- Piero Sansonetti, giornalista, scrittore e opinionista italiano (Roma, n. 1951)
- Piero Soria, giornalista, scrittore e sceneggiatore italiano (Torino, n. 1944)
- Piero Antonio Toma, giornalista, scrittore e editore italiano (Tuglie, n. 1935)

## Giuristi(4)
- Guido Alpa, giurista e avvocato italiano (Ovada, n. 1947 - Genova, † 2025)
- Piero Antonio Bonnet, giurista italiano (Comacchio, n. 1940 - Roma, † 2018)
- Piero Alberto Capotosti, giurista italiano (San Benedetto del Tronto, n. 1942 - Cortina d'Ampezzo, † 2014)
- Piero Schlesinger, giurista e banchiere italiano (Napoli, n. 1930 - Milano, † 2020)

## Imprenditori(5)
- Piero Carlo Bonzano, imprenditore italiano (Casale Monferrato, n. 1952)
- Piero Camilli, imprenditore, politico e dirigente sportivo italiano (Roma, n. 1950)
- Piero Dusio, imprenditore, calciatore e dirigente sportivo italiano (Scurzolengo, n. 1899 - Buenos Aires, † 1975)
- Piero Ferrari, imprenditore, dirigente d'azienda e dirigente sportivo italiano (Castelvetro di Modena, n. 1945)
- Piero Luxardo, imprenditore italiano (Padova, n. 1952)

## Informatici(1)
- Piero Scaruffi, informatico, saggista e critico musicale italiano (Trivero, n. 1955)

## Ingegneri(5)
- Piero Lucca, ingegnere e politico italiano (Casale Monferrato, n. 1850 - Roma, † 1921)
- Piero Magni, ingegnere aeronautico italiano (Genova, n. 1898 - † 1988)
- Piero Muscolino, ingegnere, saggista e storico italiano (Roma, n. 1938 - Roma, † 2013)
- Piero Piazzano, ingegnere e giornalista italiano (Novara, n. 1939 - Novara, † 2001)
- Piero Puricelli, ingegnere e imprenditore italiano (Milano, n. 1883 - Milano, † 1951)

## Insegnanti(1)
- Piero Bianconi, docente, scrittore e storico dell'arte svizzero (Minusio, n. 1899 - Minusio, † 1984)

## Letterati(1)
- Piero Bonaccorsi, letterato italiano (Firenze, n. 1410 - Firenze, † 1477)

## Linguisti(2)
- Piero Fiorelli, linguista, storico della letteratura e giurista italiano (Firenze, n. 1923 - Firenze, † 2025)
- Piero Meriggi, linguista italiano (Como, n. 1899 - Pavia, † 1982)

## Lottatori(1)
- Piero Postini, lottatore italiano (Borgo San Giovanni, n. 1904 - Milano, † 1978)

## Magistrati(1)
- Piero Luigi Vigna, magistrato italiano (Borgo San Lorenzo, n. 1933 - Sesto Fiorentino, † 2012)

## Matematici(3)
- Piero Benedetti, matematico italiano (Castel del Piano, n. 1876 - Pisa, † 1933)
- Piero Borgi, matematico italiano (Venezia, n. 1424)
- Piero Mangani, matematico e logico italiano (Lastra a Signa, n. 1935 - Firenze, † 2013)

## Medici(5)
- Piero Anversa, medico italiano (Parma, n. 1938)
- Piero Confortini, medico italiano (Ferrara, n. 1924 - † 1981)
- Piero Corti, medico italiano (Besana in Brianza, n. 1925 - Milano, † 2003)
- Piero Magrassi, medico, partigiano e politico italiano (Tortona, n. 1921 - Alessandria, † 2008)
- Piero Volpi, medico, chirurgo e ex calciatore italiano (Milano, n. 1952)

## Mercanti(1)
- Piero Benintendi, mercante italiano (Tobbiana)

## Militari(7)
- Piero Balbo, militare, partigiano e avvocato italiano (Manjimup, n. 1916 - Asti, † 2003)
- Piero Brandimarte, militare italiano (Roma, n. 1893 - Torino, † 1971)
- Piero Carminati, militare italiano (Genova, n. 1921 - † 2015)
- Piero Colobini, militare italiano (Gorizia, n. 1914 - Mali Spadarit, † 1941)
- Piero Foscari, militare e politico italiano (Venezia, n. 1865 - Venezia, † 1923)
- Piero Machiavelli, militare, avventuriero e marinaio italiano (Firenze, n. 1514 - Isole di Hyères, † 1564)
- Piero Parini, militare, politico e prefetto italiano (Milano, n. 1894 - Atene, † 1993)

## Mineralogisti(1)
- Piero Aloisi, mineralogista italiano (Livorno, n. 1881 - Firenze, † 1938)

## Missionari(1)
- Piero Gheddo, missionario, giornalista e scrittore italiano (Tronzano Vercellese, n. 1929 - Cesano Boscone, † 2017)

## Modelli(1)
- Piero Piazzi, ex modello e manager italiano (Bologna, n. 1963)

## Musicisti(5)
- Piero Bellugi, musicista e direttore d'orchestra italiano (Firenze, n. 1924 - Firenze, † 2012)
- Piero Fabrizi, musicista, compositore e produttore discografico italiano (Roma, n. 1957)
- Piero Milesi, musicista, compositore e arrangiatore italiano (Milano, n. 1953 - Levanto, † 2011)
- Piero Nissim, musicista, esperantista e burattinaio italiano (Lucca, n. 1946)
- Piero Trombetta, musicista, violinista e compositore italiano (Milano, n. 1914 - † 1991)

## Nobili(5)
- Piero Del Tovaglia, nobile e mercante italiano (Firenze - † 1487)
- Piero Ginori Conti, nobile, imprenditore e politico italiano (Firenze, n. 1865 - Firenze, † 1939)
- Piero de Ponte, nobile italiano (Asti, n. 1462 - Vittoriosa, † 1535)
- Piero Strozzi, nobile e politico italiano (Firenze, n. 1855 - Firenze, † 1907)
- Pedricco de' Medici, nobile italiano (Firenze, n. 1546 - Firenze, † 1547)

## Nuotatori(1)
- Piero Codia, ex nuotatore italiano (Trieste, n. 1989)

## Orientalisti(1)
- Piero Corradini, orientalista italiano (Roma, n. 1933 - Belforte del Chienti, † 2006)

## Paleontologi(1)
- Piero Messeri, paleontologo, antropologo e medico italiano (Firenze, n. 1916 - Firenze, † 1991)

## Pallamanisti(1)
- Piero Sivini, ex pallamanista e allenatore di pallamano italiano (Trieste, n. 1960)

## Parolieri(2)
- Piero Novelli, paroliere, giornalista e scrittore italiano (Torino, n. 1929 - Milano, † 1983)
- Piero Rolla, paroliere, compositore e cantautore italiano (Legnano, n. 1938)

## Partigiani(2)
- Piero Bellino, partigiano italiano (Cuneo, n. 1917 - Piozzo, † 1944)
- Piero Urati, partigiano italiano (Motta di Monselice, n. 1922 - Venaria Reale, † 2011)

## Patrioti(2)
- Piero Cironi, patriota, pubblicista e scrittore italiano (Prato, n. 1819 - Prato, † 1862)
- Piero Maroncelli, patriota, musicista e scrittore italiano (Forlì, n. 1795 - New York, † 1846)

## Pedagogisti(1)
- Piero Viotto, pedagogista e filosofo italiano (Torino, n. 1924 - Varese, † 2017)

## Pediatri(1)
- Piero Fornara, pediatra e politico italiano (Cameri, n. 1897 - Novara, † 1975)

## Pianisti(4)
- Piero Barbareschi, pianista italiano (La Spezia, n. 1961)
- Piero Guarino, pianista, direttore d'orchestra e compositore italiano (Alessandria d'Egitto, n. 1919 - Rovereto, † 1991)
- Piero Piccioni, pianista, direttore d'orchestra e compositore italiano (Torino, n. 1921 - Roma, † 2004)
- Piero Rattalino, pianista, musicologo e critico musicale italiano (Fossano, n. 1931 - Imola, † 2023)

## Piloti automobilistici(2)
- Piero Drogo, pilota automobilistico italiano (Vignale Monferrato, n. 1926 - Bologna, † 1973)
- Piero Scotti, pilota automobilistico italiano (Firenze, n. 1909 - Samedan, † 1976)

## Piloti di rally(2)
- Piero Liatti, pilota di rally italiano (Biella, n. 1962)
- Piero Longhi, pilota di rally italiano (Borgomanero, n. 1965)

## Pittori(25)
- Piero Agnetti, pittore italiano (Villafranca in Lunigiana, n. 1938)
- Ferruccio Baruffi, pittore italiano (Caravaggio, n. 1889 - Caravaggio, † 1958)
- Piero Bernardini, pittore e illustratore italiano (Firenze, n. 1891 - Firenze, † 1974)
- Piero Dalle Ceste, pittore italiano (Refrontolo, n. 1912 - Torino, † 1974)
- Piero Dorazio, pittore italiano (Roma, n. 1927 - Perugia, † 2005)
- Piero Garino, pittore italiano (Leinì, n. 1922 - Torino, † 2009)
- Piero Gauli, pittore e scenografo italiano (Milano, n. 1916 - Milano, † 2012)
- Piero Giunni, pittore italiano (Villa Cortese, n. 1912 - Bondone, † 2000)
- Piero Guccione, pittore, incisore e illustratore italiano (Scicli, n. 1935 - Modica, † 2018)
- Piero Leddi, pittore italiano (San Sebastiano Curone, n. 1930 - † 2016)
- Piero Maccaferri, pittore italiano (Cilavegna, n. 1916 - Cilavegna, † 1992)
- Piero Maggioni, pittore italiano (Monticello Brianza, n. 1931 - Viganò, † 1995)
- Piero Martina, pittore e incisore italiano (Torino, n. 1912 - Torino, † 1982)
- Pietro Marussig, pittore italiano (Trieste, n. 1879 - Pavia, † 1937)
- Perin del Vaga, pittore italiano (Firenze, n. 1501 - Roma, † 1547)
- Piero Pierini, pittore italiano (Vaiano, n. 1908 - Firenze, † 1994)
- Piero di Cosimo, pittore italiano (Firenze - Firenze, † 1522)
- Piero di Puccio, pittore italiano (Orvieto)
- Piero della Francesca, pittore e matematico italiano (Borgo Sansepolcro - Borgo Sansepolcro, † 1492)
- Piero del Pollaiolo, pittore italiano (Firenze - Roma)
- Piero Ruggeri, pittore italiano (Torino, n. 1930 - Avigliana, † 2009)
- Piero Sadun, pittore italiano (Siena, n. 1919 - Siena, † 1974)
- Piero Salvestrini, pittore italiano (Firenze, n. 1574 - Firenze, † 1631)
- Piero Simondo, pittore italiano (Cosio di Arroscia, n. 1928 - Torino, † 2020)
- Piero Slongo, pittore italiano (Mogliano Veneto, n. 1928 - Treviso, † 2015)

## Poeti(3)
- Piero Bigongiari, poeta, critico letterario e italianista italiano (Navacchio, n. 1914 - Firenze, † 1997)
- Piero Polito, poeta, critico letterario e scrittore italiano (Bologna, n. 1925 - Firenze, † 2010)
- Piero Ravasenga, poeta, saggista e scrittore italiano (Borgo San Martino, n. 1907 - Alessandria, † 1978)

## Politici(43)
- Piero Aiello, politico italiano (Ardore, n. 1956)
- Piero Alamanni, politico e ambasciatore italiano (Firenze, n. 1434 - † 1519)
- Piero degli Albizi, politico italiano (Firenze - Firenze, † 1379)
- Piero Leonardo Andreucci, politico italiano (Castelnuovo di Garfagnana, n. 1937)
- Piero Angelini, politico italiano (Lucca, n. 1936 - Lucca, † 2024)
- Piero Baccelli, politico italiano (Lucca, n. 1928 - Lucca, † 2017)
- Piero Angelo Balzardi, politico italiano (Torino, n. 1936 - † 1992)
- Piero Bassetti, politico, imprenditore e ex velocista italiano (Milano, n. 1928)
- Piero Calamandrei, politico, giurista e avvocato italiano (Firenze, n. 1889 - Firenze, † 1956)
- Piero Castrataro, politico italiano (Jelsi, n. 1975)
- Piero Celani, politico italiano (Ascoli Piceno, n. 1951)
- Piero Colonna, politico italiano (Roma, n. 1891 - Roma, † 1939)
- Piero Cosmin, politico italiano (Quiliano - Varese, † 1945)
- Piero De Luca, politico italiano (Cava de' Tirreni, n. 1980)
- Piero Del Pugliese, politico e mecenate italiano (Firenze, n. 1430 - † 1498)
- Piero Della Seta, politico, saggista e giornalista italiano (Roma, n. 1922 - Roma, † 2001)
- Piero Di Siena, politico e giornalista italiano (Rionero in Vulture, n. 1948)
- Piero Donnini, politico italiano (Siena, n. 1842 - Livorno, † 1897)
- Piero Fabiani, politico italiano (Arezzo, n. 1919 - Arezzo, † 2017)
- Piero Fassino, politico italiano (Avigliana, n. 1949)
- Piero Gallina, politico italiano (Cesena, n. 1942 - Cesena, † 2023)
- Piero di Luigi Guicciardini, politico italiano (n. 1376 - † 1441)
- Piero Lacorazza, politico italiano (Potenza, n. 1977)
- Piero Longo, politico e avvocato italiano (Alano di Piave, n. 1944)
- Piero Malvestiti, politico italiano (Apiro, n. 1899 - Milano, † 1964)
- Piero Marchesi, politico svizzero (Monteggio, n. 1981)
- Piero Masia, politico e medico italiano († 2006)
- Piero Mentasti, politico e partigiano italiano (Treviglio, n. 1897 - Venezia, † 1958)
- Piero Minutolo, politico italiano (Cosenza, n. 1950)
- Piero Montagnani, politico, antifascista e partigiano italiano (Borgo Val di Taro, n. 1901 - Milano, † 1976)
- Piero Oberto, politico italiano (n. 1924 - † 2000)
- Piero Ortu, politico italiano (Oristano, n. 1946)
- Piero Pellicini, politico italiano (Firenze, n. 1941 - Luino, † 2012)
- Piero Pieralli, politico e giornalista italiano (Firenze, n. 1929 - Firenze, † 2007)
- Piero il Fatuo, politico e militare italiano (Firenze, n. 1472 - Castelforte, † 1503)
- Piero il Gottoso, politico italiano (Firenze, n. 1416 - Firenze, † 1469)
- Piero Pisenti, politico e avvocato italiano (Perugia, n. 1887 - Pordenone, † 1980)
- Piero Puccioni, politico italiano (Firenze, n. 1833 - Firenze, † 1898)
- Piero Ruzzante, politico italiano (Padova, n. 1963)
- Piero Testoni, politico e giornalista italiano (Sassari, n. 1951 - Sassari, † 2025)
- Piero Torrigiani, politico italiano (Firenze, n. 1846 - Quinto, † 1920)
- Piero Zanchetta, politico italiano (Belluno, n. 1922 - Belluno, † 2005)
- Pietro Zanfagnini, politico e avvocato italiano (Udine, n. 1932 - Udine, † 2016)

## Politologi(1)
- Piero Ignazi, politologo italiano (Faenza, n. 1951)

## Presbiteri(3)
- Piero Coda, presbitero e teologo italiano (Cafasse, n. 1955)
- Piero Folli, presbitero italiano (Premeno, n. 1881 - Voldomino, † 1948)
- Piero Gallo, presbitero e missionario italiano (Cavallermaggiore, n. 1937)

## Psicologi(1)
- Piero Amerio, psicologo italiano (Torino, n. 1934)

## Pugili(5)
- Piero Brandi, pugile italiano (Pergine Valdarno, n. 1939 - Arezzo, † 2004)
- Piero Morello, ex pugile italiano (Villabate, n. 1963)
- Piero Rollo, pugile italiano (Cagliari, n. 1928 - Cagliari, † 2001)
- Piero Tomasoni, pugile italiano (Manerbio, n. 1936 - Brescia, † 2022)
- Piero Toscani, pugile italiano (Milano, n. 1904 - Varenna, † 1940)

## Rapper(1)
- Ketama126, rapper e produttore discografico italiano (Latina, n. 1992)

## Registi(9)
- Piero Ballerini, regista e sceneggiatore italiano (Como, n. 1901 - Roma, † 1955)
- Piero Costa, regista e sceneggiatore italiano (Tunisi, n. 1913 - Roma, † 1975)
- Piero Livi, regista italiano (Olbia, n. 1925 - Roma, † 2015)
- Piero Messina, regista, sceneggiatore e musicista italiano (Caltagirone, n. 1981)
- Piero Nelli, regista, scrittore e autore televisivo italiano (Pisa, n. 1926 - Sarteano, † 2014)
- Piero Pierotti, regista e sceneggiatore italiano (Pisa, n. 1912 - Roma, † 1970)
- Piero Schivazappa, regista e sceneggiatore italiano (Colorno, n. 1935 - Roma, † 2017)
- Piero Turchetti, regista italiano (Genova, n. 1924 - Urbino, † 2003)
- Piero Vivarelli, regista, sceneggiatore e attore italiano (Siena, n. 1927 - Roma, † 2010)

## Religiosi(1)
- Piero Fedele Pagano, religioso italiano (Lecco - † 1277)

## Saggisti(1)
- Piero Falchetta, saggista, letterato e traduttore italiano (Venezia, n. 1951)

## Sceneggiatori(3)
- Piero De Bernardi, sceneggiatore italiano (Prato, n. 1926 - Milano, † 2010)
- Piero Regnoli, sceneggiatore e regista italiano (Roma, n. 1921 - Roma, † 2001)
- Piero Tellini, sceneggiatore e regista italiano (Firenze, n. 1917 - Firenze, † 1985)

## Scenografi(2)
- Piero Filippone, scenografo italiano (Napoli, n. 1911 - Santa Fe, † 1998)
- Piero Poletto, scenografo italiano (Sacile, n. 1925 - Roma, † 1978)

## Sciatori alpini(1)
- Piero Gros, ex sciatore alpino e dirigente sportivo italiano (Sauze d'Oulx, n. 1954)

## Scrittori(15)
- Piero Cazzola, scrittore e slavista italiano (Torino, n. 1921 - Torino, † 2015)
- Piero Degli Antoni, scrittore e giornalista italiano (Bergamo, n. 1960)
- Piero Ferraris, scrittore, attore e umorista italiano (Torino, n. 1954)
- Piero Grima, scrittore e medico italiano (Bari, n. 1941)
- Piero Guerrera, scrittore, autore televisivo e sceneggiatore italiano (Palmi, n. 1962)
- Piero Jahier, scrittore, poeta e traduttore italiano (Genova, n. 1884 - Firenze, † 1966)
- Piero Malvezzi, scrittore, partigiano e attivista italiano (Torino, n. 1916 - Parella, † 1987)
- Piero Meldini, scrittore e saggista italiano (Rimini, n. 1941)
- Piero Pieroni, scrittore, storico e traduttore italiano (Firenze, n. 1929 - Supersano, † 2006)
- Piero Rossi, scrittore, alpinista e fotografo italiano (Roma, n. 1930 - Belluno, † 1983)
- Piero Sanavio, scrittore e saggista italiano (Padova, n. 1930 - Roma, † 2019)
- Piero Scanziani, scrittore svizzero (Chiasso, n. 1908 - Mendrisio, † 2003)
- Piero Schiavo Campo, scrittore e blogger italiano (Palermo, n. 1951)
- Piero Trellini, scrittore, giornalista e autore televisivo italiano (Roma, n. 1970)
- Piero Vettori, scrittore, filologo classico e umanista italiano (Firenze, n. 1499 - † 1585)

## Scultori(5)
- Piero Brolis, scultore italiano (Bergamo, n. 1920 - Bergamo, † 1978)
- Piero Cattaneo, scultore, pittore e illustratore italiano (Bergamo, n. 1929 - Bergamo, † 2003)
- Piero Gilardi, scultore italiano (Torino, n. 1942 - Torino, † 2023)
- Piero Perin, scultore, medaglista e pittore italiano (Cervarese Santa Croce, n. 1924 - Padova, † 2008)
- Piero di Giovanni Tedesco, scultore italiano

## Sindacalisti(2)
- Piero Bernocchi, sindacalista, politico e saggista italiano (Foligno, n. 1947)
- Piero Boni, sindacalista e partigiano italiano (Reggio nell'Emilia, n. 1920 - Roma, † 2009)

## Storici(8)
- Piero Becchetti, storico italiano (Roma, n. 1922 - Roma, † 2011)
- Piero Bevilacqua, storico, scrittore e saggista italiano (Catanzaro, n. 1944)
- Piero Craveri, storico e politico italiano (Torino, n. 1938 - Roma, † 2023)
- Piero Crociani, storico italiano (Roma, n. 1938)
- Piero Melograni, storico, saggista e scrittore italiano (Roma, n. 1930 - Roma, † 2012)
- Piero Operti, storico italiano (Bra, n. 1896 - Sestri Levante, † 1975)
- Piero Pieri, storico italiano (Sondrio, n. 1893 - Pecetto Torinese, † 1979)
- Piero Treves, storico, critico letterario e giornalista italiano (Milano, n. 1911 - Nizza, † 1992)

## Storici dell'arte(2)
- Piero Pierotti, storico dell'arte e urbanista italiano (Pisa, n. 1937)
- Piero Torriti, storico dell'arte, critico d'arte e funzionario italiano (Montisi, n. 1924 - Siena, † 2015)

## Storici della letteratura(1)
- Piero Cudini, storico della letteratura e critico letterario italiano (Roma, n. 1946 - Pisa, † 2002)

## Taekwondoka(1)
- Piero Maric, taekwondoka croato (Croazia, n. 1996)

## Tastieristi(1)
- Piero Cusato, tastierista e compositore italiano (Siderno, n. 1960 - † 2010)

## Telecronisti sportivi(1)
- Piero Pasini, telecronista sportivo e giornalista italiano (Gropparello, n. 1926 - Bologna, † 1981)

## Tennisti(1)
- Piero Toci, ex tennista italiano (Marliana, n. 1949)

## Tenori(5)
- Piero De Palma, tenore italiano (Molfetta, n. 1925 - Milano, † 2013)
- Il Volo, tenore italiano (Naro, n. 1993)
- Piero Pasquetto, tenore italiano (Villafranca di Verona, n. 1884 - † 1926)
- Piero Sardelli, tenore italiano (San Gimignano, n. 1913 - Colleferro, † 1996)
- Piero Schiavazzi, tenore italiano (Cagliari, n. 1875 - Roma, † 1949)

## Teologi(2)
- Piero Guicciardini, teologo italiano (Firenze, n. 1808 - Grosseto, † 1886)
- Piero Stefani, teologo italiano (Ferrara, n. 1949)

## Tiratori a segno(1)
- Piero Errani, tiratore a segno italiano (Ravenna, n. 1936 - Ravenna, † 2024)

## Traduttori(1)
- Piero Bernardini Marzolla, traduttore, glottologo e funzionario italiano (Perugia, n. 1929 - Villasimius, † 2019)

## Tuffatori(1)
- Piero Italiani, ex tuffatore italiano (Pescara, n. 1962)

## Velisti(1)
- Piero Gorgatto, velista italiano (Trieste, n. 1925 - Trieste, † 1991)

## Vescovi cattolici(2)
- Piero Conti, vescovo cattolico e missionario italiano (Brescia, n. 1949)
- Piero Delbosco, vescovo cattolico italiano (Poirino, n. 1955)

## Violisti(1)
- Piero Farulli, violista italiano (Firenze, n. 1920 - Fiesole, † 2012)

## Senza attività specificata(7)
- Piero Calamai, comandante marittimo e militare italiano (Genova, n. 1897 - Genova, † 1972)
- Piero Dente, sciatore di pattuglia militare italiano (n. 1901)
- Piero Floriani, italianista e politico italiano (Arsia, n. 1942 - Pisa, † 2018)
- Piero Nardi, italianista e critico letterario italiano (Vicenza, n. 1891 - Vicenza, † 1974)
- Piero Nava, italiano (Sesto San Giovanni, n. 1949)
- Piero da Vinci, italiano (n. 1426 - † 1504)
- Piero Zuccheretti, italiano (Roma, n. 1931 - Roma, † 1944)